# Counter-Strike: Source
Counter-Strike: Source (CS:S) is een online computerspel van het genre first-person shooter. Het spel is uitgegeven op 7 oktober 2004 en is de opvolger van het populaire spel Counter-Strike op Valves Source/HL2-engine. Hierbij wordt gebruikgemaakt van de ragdoll physics, een aangepaste versie van de Havok Physics-engine met HDR (High Dynamic Range rendering). Deze vernieuwingen ten opzichte van eerdere Counter-Strike-versies moesten ervoor zorgen dat het spel er realistischer uitziet.

## Gameplay
Bij Counter-Strike:Source zijn er twee teams: de 'Terrorists (T)' en 'Counter-Terrorists (CT)'. Elk team heeft vaak een eigen doel. Zo moeten de terrorists bij defusal-velden of maps de bom plaatsen en is het de taak van de Counter-Terrorists om dat te voorkomen en -indien nodig- de bom te ontmantelen. Ook zijn er maps waar de speler als Counter-Terrorist de gijzelaars moet redden en als Terrorist moet hij/zij dit zien te voorkomen. Men kan een ronde winnen door met het team alle tegenstanders uit te schakelen of door de missies te volbrengen (bijvoorbeeld gijzelaars in veiligheid brengen). Als de ronde overleefd wordt zonder een doel te voltooien dan ontvangt de speler geen geldprijs.
In tegenstelling tot andere spellen komen de doelen op de tweede plaats en aantal gedode spelers (frags) op de eerste plaats.
De gameplay kan nog in twee stukken opgedeeld worden: public en war/PCW/gather(mix).
Wanneer een speler op een openbare server speelt, speelt hij op een public. Hier gelden de standaardregels van het spel, tenzij ze anders zijn ingesteld. De teams kunnen oplopen tot 32 spelers per team. Op een public zitten meestal mensen die elkaar niet kennen en bijgevolg ook geen gelijke tactiek volgen, het amusement komt op de eerste plaats. Wanneer men in teamverband op een afgesloten server speelt wordt er een war/PCW/gather(mix) gehouden. Het verschil tussen een war en een PCW is dat een war officieel is, volgens een cup of league. De punten worden later op een website publiekgemaakt. Een PCW (Practice Clan War) is net hetzelfde, maar dan los van een cup. Een gather is wanneer 2 teams opgebouwd worden uit verschillende spelers (ook wel mix genoemd), die vaak nog nooit met elkaar gespeeld hebben. In al deze spellen is het juist wel de bedoeling dat de doelen gehaald worden en er goed samengewerkt wordt. Ook wordt er met een vast aantal personen gespeeld: 2on2, 3on3, 4on4 en de meest gespeelde 5on5.
Om het samenwerken te verbeteren wordt vaak een VoiceCom programma zoals Ventrilo of TeamSpeak gebruikt. Hieromheen zijn soms hele verenigingen opgebouwd. De teams noemen zich clans. Met een clan kan men dan meedoen aan de cups. Er zijn vriendschappelijke clans en echte professionele clans (die wel vaker wijzigen omdat ze achter de goede spelers aangaan, zoals met voetbal).

## Wapens
Er zijn verschillende types wapens te gebruiken in het spel. Sommige wapens kunnen door beide teams gekocht worden, andere zijn team-specifiek. Algemeen gezien zijn de wapens uitgebalanceerd, zodat geen enkel team een voordeel heeft.
De AK-47 is het populairste wapen bij de Terroristen. Eén hoofdschot is genoeg om de vijand te doden, ongeacht de afstand. Deze kan alleen gekocht worden door een Terrorist maar kan wel door een CT opgeraapt worden.
De M4A1 is de tegenhanger van de AK-47. De M4A1 mag dan wel minder schade aanrichten maar heeft een lichtere terugslag. De M4A1 kan alleen door een CT gekocht worden.
De AWP is een krachtig scherpschutterwapen. Een raak schot in het bovenlichaam is genoeg om de vijand te doden.
De MP5-Navy is een machinepistool (Sub Machine Gun of SMG) met 30 kogels. De schade, nauwkeurigheid en terugslag van dit wapen, samen met de prijs maakt dit een goede koop voor alle omstandigheden.

### Pistolen
| Naam            | Ook                   | Land                  | Prijs ($) | # Kogels | Type kogels        | T of CT |
| --------------- | --------------------- | --------------------- | --------- | -------- | ------------------ | ------- |
| 9x19mm Sidearm  | Glock                 | Oostenrijk            | 400       | 20       | 9mm Parabellum     | T & CT  |
| Km .45 Tactical | USP                   | Duitsland             | 500       | 12       | .45 ACP            | T & CT  |
| 228 Compact     | P228                  | Zwitserland Duitsland | 600       | 13       | .357 SIG           | T & CT  |
| Night Hawk .50C | Desert Eagle (Deagle) | Israël                | 650       | 7        | .50 Action Express | T & CT  |
| ES Five-Seven   | Five-Seven            | België                | 750       | 20       | 5.7 x 18mm         | CT      |
| .40 Dual Elites | Beretta               | Italië                | 800       | 2 x 15   | .40 S&W            | T       |

### Jachtgeweren
| Naam                      | Ook    | Land   | Prijs ($) | # Kogels | Type kogels | T of CT |
| ------------------------- | ------ | ------ | --------- | -------- | ----------- | ------- |
| Leone 12 Gauge Super      | M3     | Italië | 1.700     | 8        | 12 Gauge    | T & CT  |
| Leone YG1265 Auto Shotgun | XM1014 | Italië | 3.000     | 7        | 12 Gauge    | T & CT  |

### Machinepistolen (SMG)
| Naam                   | Ook   | Land             | Prijs ($) | # Kogels | Type kogels    | T + CT |
| ---------------------- | ----- | ---------------- | --------- | -------- | -------------- | ------ |
| Schmidt machine pistol | TMP   | Oostenrijk       | 1.250     | 30       | 9MM Parabellum | CT     |
| Ingram Mac-10          | MAC10 | Verenigde Staten | 1.400     | 30       | .45 ACP        | T      |
| KM sub-machine gun     | MP5   | Duitsland        | 1.500     | 30       | 9MM Parabellum | T + CT |
| KM UMP-45              | UMP   | Duitsland        | 1.700     | 25       | .45 ACP        | T + CT |
| ES C90                 | P90   | België           | 2.350     | 50       | 5.7 x 28MM     | T + CT |

### Geweren
| Naam                  | Ook       | Land                | Prijs ($) | # Kogels | Type kogels | T of CT |
| --------------------- | --------- | ------------------- | --------- | -------- | ----------- | ------- |
| Clarion 5.56          | Famas     | Frankrijk           | 2.250     | 25       | 5.56x45mm   | CT      |
| IDF Defender          | Galil IMI | Israël              | 2000      | 35       |             | T       |
| Scout                 | Scout     | Oostenrijk          | 2.750     | 10       |             | T + CT  |
| Maverick M4A1 Carbine | m4a1      | Verenigde Staten    | 3.100     | 30       | 5.56x45mm   | CT      |
| CV-47                 | AK-47     | Rusland             | 2.500     | 30       |             | T       |
| Bullpup(aug)          | Steyr AUG | Oostenrijk          | 3.500     | 30       | 5.56x45mm   | CT      |
| Krieg 552             | sg552     | Zwitserland         | 3.500     | 30       | 5.56x45mm   | T       |
| Krieg 550 commando    | sg550     | Zwitserland         | 4200      | 30       |             | CT      |
| D3/AU-1               | g3sg1     | Duitsland           | 5.000     | 20       |             | T       |
| Magnum Sniper Rifle   | AWP       | Verenigd Koninkrijk | 4.750     | 10       |             | T + CT  |

### Machinegeweren
| Naam | Ook  | Land   | Prijs ($) | # Kogels | Type kogels | T of CT |
| ---- | ---- | ------ | --------- | -------- | ----------- | ------- |
| M249 | Para | België | 5.750     | 100      | 5.56x45mm   | T + CT  |

## Type maps
Er zijn veel soorten speelvelden of maps, de bekendste is defusal (voorzetsel "de"). Hier moeten de Terroristen een bom plaatsen op strategische plekken (meestal twee). De taak van de Counter-Terrorists is de bom proberen onschadelijk te maken. Bij de 'cs' maps is het de bedoeling dat de Counter-Terroristen een groep gijzelaars moet bevrijden. De reden waarom dit type map zo goed als niet opgenomen werd in de leagues/wars, is omdat er vaak gekampeerd (Engels: camping) werd. Hier verstopt de speler zich en wacht tot een vijand voorbijkomt om ze dan te verrassen. Kamperen leidt tot een zeer saaie gameplay en doet het spel zeer lang duren, doordat spelers blijven zitten en niet actief spelen.
Verder zijn er nog een hele reeks onofficiële velden. Bij 'surf' kaarten (voorzetsel "surf_") beginnen de spelers vaak alleen met messen als wapen. De spelers moeten dan over schijnblokken glijden om bij betere wapens te komen. Als de speler van een blok afvalt komt hij vaak in de gevangenis terecht. Om uit deze gevangenis te komen moet een teamgenoot hem eruit halen.
Een ander type veld is Zombie ("zm_"). Het begint met één speler die een zombie is, hij is veel sterker dan de andere spelers en heeft een speciaal mes. Met dit mes kan hij andere spelers veranderen in een zombie.

### Lijst met bekende types
| Voorvoegsel | Naam               | Omschrijving |
| ----------- | ------------------ | --- |
| AIM         | Aim                | Men moet goed kunnen richten, meestal worden op deze maps ook wedstrijden gespeeld. |
| AS          | Assassination      | Een ouder speltype die niet zoveel meer gespeeld wordt. Bij de CT's is 1 speler de VIP. De VIP moet beschermt en naar een bepaalde locatie gebracht worden. De T's moeten de VIP doden |
| AWP         | AWP sniper only    | Grote open maps waar alleen de AWP sniper gebruikt kan worden. |
| BA          | Battle arena       | |
| BHOP        | Bunnyhop           | Een soort van hindernisbaan afleggen door op een bepaalde manier te springen. |
| CL          | Climb              | Beklimmen van een map op platformen die de speler steeds hoger en hoger moeten brengen. De speler moet proberen niet te vallen en als eerste de top zien te bereiken. |
| CS          | Hostage rescue     | De CT's moeten de gijzelaars redden, de T's moeten dit voorkomen. |
| DE          | Defusal            | De T's moeten proberen hun bom te plaatsen en tot ontploffing te brengen, de CT's proberen dit echter te voorkomen en indien geplaatst de bom onschadelijk te maken. |
| DM          | Deathmatch         | Doorlopend spel zonder rondes, men start meestal binnen enkele seconden. |
| DR          | Deathrun           | CT's moeten door een hindernissenparcours om de T's te bereiken. De CT's krijgen maar één kans per ronde om er door te gaan. Als een CT niet de hindernis kan passeren doet de CT niet meer mee tot de volgende ronde. CT's die wel alle hindernissen hebben overwonnen krijgen op het eind een wapen waarmee zij de T's moeten doden. T's die CT's doden kunnen hun wapens afpakken om de CT's te doden. Soms moet de CT die als eerste alle hindernissen overwint een minigame kiezen als einde. |
| ES          | Terrorist escape   | De terroristen moeten proberen te ontsnappen maar hebben vaak geen wapens. |
| FY          | Fightyard          | Kleine maps waar de speler geen wapens kan kopen, wapens liggen op de grond. |
| GG          | Gun game           | Als de speler een persoon doodt krijgt hij het volgende (sterkere) wapen. |
| HC          | Happy camper       | Maps waar het moeilijk is om te kamperen (campen) |
| HE          | Grenade war        | De grond ligt bezaaid met granaten, veelal zijn andere wapens onbeschikbaar. |
| JK          | Pistols only       | Enkel voor handwapens |
| KA          | Knife arena        | Een plaats waarin spelers enkel over messen beschikken. |
| MAZE        | Maze deathmatch    | Een op doolhoven gebaseerde map waar het de bedoeling is de vijand te vinden en deze uit te schakelen. Er zijn niet veel maps voor dit speltype gemaakt. |
| PA          | Prepared assault   | |
| PB          | Paintball          | |
| RPG         | Computerrollenspel | Een mod waarbij men niveaus omhoog gaat en verschillende dingen kan verbeteren zoals leven terugkrijgen. door het verdienen van credits. Deze credits worden verdiend door anderen te doden. |
| SG          | Shotguns only      | Alleen met jachtgeweren. |
| SCOUT       | Scout sniper only  | Alleen de scout sniper kan gebruikt worden. |
| ZM          | Zombie mod         | Een overvloed aan tegenstanders, het is de bedoeling om hierbij zo lang mogelijk in leven te blijven. |
| ZE          | Zombie escape      | Men moet de zombies voor proberen te blijven terwijl een parcours afgerend wordt. |
| BA          | Jail break         | CT's spelen cipier en de T's de gevangenen. Zij moeten proberen te ontsnappen van de rest, een wapen nemen en de CT's proberen te vermoorden. |

## Van Counter-Strike 1.6 naar Counter-Strike: Source
De overstap van spelers van Counter-Strike 1.6 naar Counter-Strike: Source verliep moeizaam. Er zijn twee doorslaggevende factoren: de hardware en leagues.
Het voordeel van Half-Life 1 en zijn vele mods, waaronder Counter-Strike, is dat ze op een relatief zwak systeem konden draaien. Ook was Counter-Strike gedurende een lange tijd enkel downloadbaar voor het te koop was.

## Trivia
- Het spel is opgenomen in het boek 1001 Video Games You Must Play Before You Die van Tony Mott.